# Maison Martlet
La Maison Martlet est un pavillon de l'Université McGill. Il est situé sur la rue Peel, dans l'arrondissement de Ville-Marie de Montréal. 
Inspirée du style seigneurial écossais, l'édifice est l'ancien siège social de la compagnie Seagram. En 2002, il a été l'objet d'un don à l'Université de la part de Vivendi, le géant des communications.
Conçue par l’architecte David Jerome Spence, sa construction date de 1928-1929, avec des agrandissements en 1931, 1947 et 1955,.